# Snowboard nos Jogos Olímpicos de Inverno de 2014 - Snowboard cross masculino
A competição de cross masculino do snowboard nos Jogos Olímpicos de Inverno de 2014 ocorreu no dia 18 de fevereiro no Parque Extreme Rosa Khutor, na Clareira Vermelha em Sóchi.

## Medalhistas
| Ouro   | FRA Pierre Vaultier |
| Prata  | RUS Nikolay Olyunin |
| Bronze | USA Alex Deibold    |

## Programação
Horário local (UTC+4).
| Data            | Horário | Evento           |
| --------------- | ------- | ---------------- |
| 18 de fevereiro | 11:00   | Ranqueamento     |
| 18 de fevereiro | 10:30   | Oitavas de final |
| 18 de fevereiro | 10:56   | Quartas de final |
| 18 de fevereiro | 11:10   | Semifinais       |
| 18 de fevereiro | 11:18   | Finais           |

## Resultados
Devido ao cancelamento da fase de ranqueamento, o ranking mundial dos atletas fui utilizado para compor as baterias iniciais. Os três primeiros de cada bateria passam à próxima fase.

### Fase eliminatória

#### Oitavas de final
| Pos. | Bib | Atleta               | Notas |
| ---- | --- | -------------------- | ----- |
| 1    | 1   | AUS Alex Pullin      | Q     |
| 2    | 33  | FRA Tony Ramoin      | Q     |
| 3    | 17  | CAN Kevin Hill       | Q     |
| 4    | 16  | USA Nick Baumgartner |       |
| 5    | 32  | RUS Andrey Boldykov  |       |

| Pos. | Bib | Atleta                  | Notas |
| ---- | --- | ----------------------- | ----- |
| 1    | 8   | ESP Lucas Eguibar       | Q     |
| 2    | 24  | ESP Regino Hernandez    | Q     |
| 3    | 9   | USA Alex Deibold        | Q     |
| 4    | 25  | AND Lluis Marin Tarroch | DSQ   |

| Pos. | Bib | Atleta               | Notas |
| ---- | --- | -------------------- | ----- |
| 1    | 5   | USA Trevor Jacob     | Q     |
| 2    | 28  | FIN Anton Lindfors   | Q     |
| 3    | 21  | ITA Tommaso Leoni    | Q     |
| 4    | 12  | USA Nate Holland     |       |
| 5    | 37  | RUS Anton Koprivitsa |       |

| Pos. | Bib | Atleta                  | Notas |
| ---- | --- | ----------------------- | ----- |
| 1    | 20  | RUS Nikolay Olyunin     | Q     |
| 2    | 4   | AUT Alessandro Hämmerle | Q     |
| 3    | 13  | NOR Stian Sivertzen     | Q     |
| 4    | 29  | POL Maciej Jodko        |       |
| 5    | 36  | ESP Laro Herrero        |       |

| Pos. | Bib | Atleta                 | Notas |
| ---- | --- | ---------------------- | ----- |
| 1    | 14  | GER Konstantin Schad   | Q     |
| 2    | 3   | ITA Omar Visintin      | Q     |
| 3    | 35  | SUI Marvin James       | Q     |
| 4    | 30  | CAN Jake Holden        |       |
| 5    | 19  | ITA Emanuel Perathoner | DNS   |

| Pos. | Bib | Atleta              | Notas |
| ---- | --- | ------------------- | ----- |
| 1    | 6   | FRA Pierre Vaultier | Q     |
| 2    | 27  | AUT Hanno Douschan  | Q     |
| 3    | 11  | AUS Jarryd Hughes   | Q     |
| 4    | 38  | CZE Emil Novák      |       |
| 5    | 22  | FIN Jussi Taka      |       |

| Pos. | Bib | Atleta                   | Notas |
| ---- | --- | ------------------------ | ----- |
| 1    | 23  | GER Paul Berg            | Q     |
| 2    | 7   | CAN Christopher Robanske | Q     |
| 3    | 26  | FRA Paul-Henri de Le Rue | Q     |
| 4    | 39  | CZE David Bakeš          |       |
| 5    | 10  | POL Mateusz Ligocki      |       |

| Pos. | Bib | Atleta              | Notas |
| ---- | --- | ------------------- | ----- |
| 1    | 31  | AUS Cameron Bolton  | Q     |
| 2    | 34  | SUI Tim Watter      | Q     |
| 3    | 15  | ITA Luca Matteotti  | Q     |
| 4    | 2   | AUT Markus Schairer |       |
| 5    | 18  | CAN Robert Fagan    | DSQ   |

#### Quartas de final
| Pos. | Bib | Atleta               | Notas |
| ---- | --- | -------------------- | ----- |
| 1    | 8   | ESP Lucas Eguibar    | Q     |
| 2    | 17  | CAN Kevin Hill       | Q     |
| 3    | 9   | USA Alex Deibold     | Q     |
| 4    | 1   | AUS Alex Pullin      |       |
| 5    | 33  | FRA Tony Ramoin      |       |
| 6    | 24  | ESP Regino Hernandez | DNF   |

| Pos. | Bib | Atleta                  | Notas |
| ---- | --- | ----------------------- | ----- |
| 1    | 20  | RUS Nikolay Olyunin     | Q     |
| 2    | 5   | USA Trevor Jacob        | Q     |
| 3    | 13  | NOR Stian Sivertzen     | Q     |
| 4    | 28  | FIN Anton Lindfors      |       |
| 5    | 4   | AUT Alessandro Hämmerle |       |
| 6    | 21  | ITA Tommaso Leoni       |       |

| Pos. | Bib | Atleta               | Notas |
| ---- | --- | -------------------- | ----- |
| 1    | 6   | FRA Pierre Vaultier  | Q     |
| 2    | 3   | ITA Omar Visintin    | Q     |
| 3    | 27  | AUT Hanno Douschan   | Q     |
| 4    | 14  | GER Konstantin Schad |       |
| 5    | 11  | AUS Jarryd Hughes    |       |
| 6    | 35  | SUI Marvin James     | DNF   |

| Pos. | Bib | Atleta                   | Notas |
| ---- | --- | ------------------------ | ----- |
| 1    | 31  | AUS Cameron Bolton       | Q     |
| 2    | 26  | FRA Paul-Henri de Le Rue | Q     |
| 3    | 15  | ITA Luca Matteotti       | Q     |
| 4    | 23  | GER Paul Berg            |       |
| 5    | 7   | CAN Christopher Robanske | DSQ   |
| 6    | 34  | SUI Tim Watter           | DSQ   |

#### Semifinais
| Pos. | Bib | Atleta              | Notas |
| ---- | --- | ------------------- | ----- |
| 1    | 20  | RUS Nikolay Olyunin | Q     |
| 2    | 13  | NOR Stian Sivertzen | Q     |
| 3    | 9   | USA Alex Deibold    | Q     |
| 4    | 5   | USA Trevor Jacob    |       |
| 5    | 8   | ESP Lucas Eguibar   | DSQ   |
| 6    | 17  | CAN Kevin Hill      | DNF   |

| Pos. | Bib | Atleta                   | Notas |
| ---- | --- | ------------------------ | ----- |
| 1    | 6   | FRA Pierre Vaultier      | Q     |
| 2    | 26  | FRA Paul-Henri de Le Rue | Q     |
| 3    | 15  | ITA Luca Matteotti       | Q     |
| 4    | 31  | AUS Cameron Bolton       |       |
| 5    | 27  | AUT Hanno Douschan       | DSQ   |
| 6    | 3   | ITA Omar Visintin        | DNF   |

#### Finals
Pequena Final
| Pos. | Bib | Atleta             | Notas |
| ---- | --- | ------------------ | ----- |
| 7    | 8   | ESP Lucas Eguibar  |       |
| 8    | 17  | CAN Kevin Hill     |       |
| 9    | 5   | USA Trevor Jacob   |       |
| 10   | 27  | AUT Hanno Douschan |       |
| 11   | 31  | AUS Cameron Bolton | DNF   |
| 12   | 3   | ITA Omar Visintin  | DNS   |

Grande Final
| Pos.              | Bib | Atleta                   | Notas |
| ----------------- | --- | ------------------------ | ----- |
| Medalha de ouro   | 6   | FRA Pierre Vaultier      |       |
| Medalha de prata  | 20  | RUS Nikolay Olyunin      |       |
| Medalha de bronze | 9   | USA Alex Deibold         |       |
| 4                 | 26  | FRA Paul-Henri de Le Rue |       |
| 5                 | 13  | NOR Stian Sivertzen      |       |
| 6                 | 15  | ITA Luca Matteotti       |       |

Legenda
| Recorde mundial      | Recorde mundial (World record)               |                       | Recorde africano                      | Recorde africano (African) |                                           | Q | Classificado por posição (Qualified) |
| Recorde olímpico     | Recorde olímpico (Olympic record)            | Recorde da América    | Recorde da América (Americas)         | q                          | Classificado por melhor tempo (Qualified) |   |                                      |
| Melhor marca do ano  | Melhor marca do ano (World leading)          | Recorde asiático      | Recorde asiático (Asian)              | DNS                        | Não largou (Did not start)                |   |                                      |
| Recorde nacional     | Recorde nacional (National record)           | Recorde europeu       | Recorde europeu (European)            | DNF                        | Não terminou (Did not finish)             |   |                                      |
| Recorde pessoal      | Recorde pessoal do atleta (Personal best)    | Recorde da Oceania    | Recorde da Oceania (Oceania)          | DSQ / DQ                   | Desclassificado (Disqualified)            |   |                                      |
| Recorde da temporada | Recorde da temporada do atleta (Season best) | Recorde sul-americano | Recorde sul-americano (South America) | NM                         | Sem marca (No mark)                       |   |                                      |